# Hasier Arraiz
Hasier Arraiz Barbadillo (Vitòria, 13 de juny del 1973) és un polític basc, president de Sortu entre 2013 i 2016, així com diputat del Parlament Basc entre 2012 i 2016. Ha ocupat càrrecs importants dins de l'esquerra abertzale després de la il·legalització de Batasuna.
Va estudiar filologia romànica a la Facultat de Lletres de Vitòria de la Universitat del País Basc. El 1997 va ser condemnat a dos anys i quatre mesos de presó per negar-se a realitzar el servei militar obligatori, tot i ser indultat l'any següent pel Consell de Ministres espanyol. També, en aquella època, va treballar als mitjans de comunicació, entre els quals destaquen la ràdio Hada Bedi i el diari Egin. Més endavant va dedicar-se completament a la política.
Essent molt jove va militar a Jarrai, organització política juvenil de l'esquerra abertzale, de la qual va arribar a ser el màxim responsable a Àlaba També, en aquests primers anys de militància, va participar activament en el moviment antimilitarista i en els gaztetxes de Vitòria.
Va formar part de la candidatura d'Euskal Herritarrok per Àlaba a les Eleccions al Parlament Basc de 1998 i a les de 2001. Tot i així, no va resultar elegit en cap d'aquestes dues cites electorals. El 4 d'octubre del 2007 va ser detingut mentre participava en una reunió de la Mesa Nacional de la il·legalitzada Batasuna a la localitat guipuscoana de Segura. Després d'aquesta operació policial, va passar dos anys en presó preventiva, complint la pena a les presons de Lleó, Madrid i Ciudad Real. Després de la seva sortida de presó va reprendre la seva activitat política. El 2012 va formar part de la candidatura d'Euskal Herria Bildu per Àlaba a les Eleccions al Parlament Basc de 2012, resultant electe i obtenint el seu primer càrrec públic. El 23 de febrer del 2013, l'Assemblea Constituent de Sortu el va escollir com a primer president del partit.